# 小松島市消防本部
小松島市消防本部（こまつしまししょうぼうほんぶ）は、徳島県小松島市の消防部局（消防本部）。

## 管内の現況
- 管内の人口 - 37,561人

2019年（令和元年）11月30日現在
- 管内の世帯数 - 17,141世帯

2019年（令和元年）11月30日現在
- 管内の面積 - 45.37 km2

2019年（令和元年）7月1日現在

## 歴史
【出典】

### 自治体消防発足前
- 1868年（明治元年）10月 - 江田村（現 : 江田町）で『竜吐水1基購入魁組』を設置し、火災の警防に従事する。その後、各地で消防組が設置される。
- 1922年（大正11年）11月 - 10の消防組を統合し、小松島町消防組を設置する。
- 1947年（昭和22年）9月 - 警防団を廃止し、消防団に編成する。

### 自治体消防発足後
- 1948年（昭和23年）
  - 7月24日 - 小松島町消防署を設置する。
  - 9月7日 - 消防庁舎が完成する。（小松島町字東出口3番地）
- 1951年（昭和26年）6月1日 - 小松島市制を施行する。
- 1968年（昭和43年）12月26日 - 消防庁舎を含む市庁舎の落成式を挙行する。
- 1970年（昭和45年）1月1日 - 救急業務を開始する
- 2015年（平成27年）4月1日 - 水難救助隊が発足する。
- 2016年（平成28年）4月1日 - 『消防救急デジタル無線』の運用を開始する。
- 2018年（平成30年）4月1日 - 勤務体制を3交替制から2交替制に移行する。

## 組織
【出典】
- 消防長（消防司令長）
  - 消防次長（消防司令）
    - 消防総務課
    - 消防課
    - 消防署
      - 第一中隊
      - 第二中隊
      - 通信指令室